# Don Muhlbach
Donald Lynn Muhlbach Jr. (* 17. August 1981 in Newark, Ohio) ist ein ehemaliger US-amerikanischer Footballspieler auf der Position des Long Snappers. Er spielte von 2004 bis 2020 für die Detroit Lions in der National Football League (NFL).

## Frühe Jahre
Muhlbach ging auf die Highschool in Lufkin, Texas. Später besuchte er die Texas A&M University, wo er für das Collegefootballteam als Long Snapper und auch als Punter aktiv war.

## NFL
Nach dem NFL-Draft 2004 wurde Muhlbach am 30. April 2004 bei den Baltimore Ravens unter Vertrag genommen. Am 30. August 2004 wurde er jedoch noch vor der Saison entlassen. Am 10. November 2004 nahmen ihn dann die Detroit Lions auf, nachdem sich deren Long Snapper Jody Littleton verletzt hatte.
Seit 2005 stand Muhlbach in jedem Spiel für die Lions auf dem Platz, außer am 15. Spieltag der Saison 2009, als er wegen einer Gehirnerschütterung fehlte. Nach der Saison 2012 wurde er zum ersten Mal in den Pro Bowl gewählt. Ab 2015 wurde Muhlbach vor der Saison von den Lions mit einem Einjahresvertrag ausgestattet. Nach der Saison 2018 wurde er zum zweiten Mal in den Pro Bowl gewählt. 
Die Lions entließen Muhlbach am 17. August 2021. Daraufhin beendete er seine Spielerkarriere, um als Berater zu den Lions zurückzukehren.

## Persönliches
Muhlbach ist verheiratet und hat eine Tochter. Sein Onkel, John Muhlbach, spielte als Center für das Collegefootballteam der Ohio State University.